# 롯데월드 어드벤처 부산
롯데월드 어드벤처 부산(Lotte World Adventure Busan)는 대한민국 부산광역시 기장군 기장읍 시랑리에 위치한 테마파크다. 롯데그룹의 계열사인 호텔롯데 운영월드 사업부에서 운영하며, 2022년 3월 31일에 개장했다. 과거에 있었던 롯데월드 스카이프라자와는 별개다.

## 시설물
- 토킹트리
- 쿠키열차
- 날아라꼬꼬
- 달려라염소
- 춤추는 포니
- 아기돼지범퍼카
- 양들의격투
- 회전목마
- 스완레이크
- 자이언트스플래쉬
- 회전그네
- 키즈토리아
- 캔디트레인
- 오거스후룸
- 자이언트스윙
- 자이언트디거

## 찾아가는 길

### 철도 교통
- ● 동해선 광역전철 오시리아역에서 하차

### 도로 교통
- 동해고속도로 동부산IC → 동부산관광로
- 기장해안로

### 항공 교통
- 김해국제공항

## 같이 보기
- 롯데월드
- 롯데월드 민속박물관
- 롯데월드타워
- 롯데월드 아이스링크